# Завладяването на Дивия Запад
„Завладяването на Дивия Запад“ (на английски: How the West Was Won) е американски епичен драматичен уестърн, който излиза на екран през 1962 година. Режисьори са Хенри Хатауей, Джон Форд и Джордж Маршал. Участват Джон Уейн, Джеймс Стюарт, Грегъри Пек и много други звезди в главните роли.

## В ролите
| Актьор            | Роля                           |
| ----------------- | ------------------------------ |
| Спенсър Трейси    | разказвач                      |
| Джеймс Стюарт     | Линус Роулингс                 |
| Карол Бейкър      | Ив Прескот Ролингс             |
| Деби Рейнълдс     | Лилит Прескот ван Вален        |
| Карл Молдън       | Зебулон Прескот                |
| Агнес Мурхед      | Ребека Прескот                 |
| Уолтър Бренан     | Полк. Джеб Хокинс              |
| Бриджид Базлен    | Дора Хокинс                    |
| Лий Ван Клийф     | речен пират                    |
| Грегъри Пек       | Клив Ван Вален                 |
| Робърт Престън    | Роджър Морган                  |
| Телма Ритър       | Агата Клег                     |
| Дейвид Брайън     | адвокат на Лилит               |
| Джон Ларч         | комарджия                      |
| Клинтън Съндбърг  | Хилън Сийбъри                  |
| Джордж Пепард     | Зеб Роулингс                   |
| Анди Дивайн       | ефрейтор Питърсън              |
| Хари Морган       | генерал Юлисис Грант           |
| Джон Уейн         | генерал Уилям Шърман           |
| Ръс Тамблин       | дезертьор от Конфедерацията    |
| Реймънд Маси      | президент Абрахам Линкълн      |
| Кен Къртис        | Бен                            |
| Хенри Фонда       | Джетро Стюарт                  |
| Ричард Уидмарк    | Майк Кинг                      |
| Лий Джей Коб      | Шериф Лу Рамзи                 |
| Илай Уолък        | Чарли Гант                     |
| Каролин Джоунс    | Джули, съпруга на Зеб Роулингс |
| Мики Шонеси       | Заместник шериф Стовър         |
| Хари Дийн Стантън | член от бандата на Гант        |
| Джак Ламбърт      | член от бандата на Гант        |

## Награди и номинации
- Джеймс Уеб печели „Оскар“ за най-добър оригинален сценарий на 36-ата церемония по връчване на наградите на Академията през 1968 г.
- През 1997 година филмът е избран като културно наследство за опазване в Националния филмов регистър към Библиотеката на Конгреса на САЩ.[2]